# Ogg 페이지

Ogg page header

Ogg 페이지는 Ogg 비트스트림 내의 가변 크기 데이터 단위이다.